# Isabelle de Luxembourg-Saint-Pol
Isabelle de Luxembourg-Saint-Pol, morte en 1472, est une femme de la haute noblesse du XVe siècle, fille de Pierre Ier de Luxembourg-Saint-Pol. Son mariage avec Charles IV du Maine en 1444 permet à celui-ci d'entrer en possession du comté de Guise.

## Biographie
Isabelle de Luxembourg-Saint-Pol est la fille de Pierre Ier de Luxembourg-Saint-Pol, comte de Saint-Pol, de Brienne, de Conversano , etc. et de Marguerite des Baux,.

### Mariage
Elle épouse en mai 1444 à Angers ou à Tours Charles IV du Maine, comte du Maine, appartenant à la maison de Valois-Anjou,. 
Par le contrat de mariage établi définitivement le 9 janvier 1444, Isabelle reçoit en dot de sa famille les seigneuries de Brou, Alluyes, Montmirail, Authon, La Bazoche-Gouet, (le tout formant le Perche-Gouët) ainsi que la seigneurie de Nogent-le-Rotrou et ses dépendances,. En échange, elle renonce à toute prétention à une autre part de l'héritage de ses parents.
Ce contrat prévoit aussi le douaire que le comte du Maine constitue pour sa future femme. Il lui donne 6 000 livres tournois de rente à prendre sur les seigneuries de Lunel,  Martigues, Berre, Lançon, Entressen, ou sur les seigneuries de Mayenne et La Ferté-Bernard ou sur le château du Nouvion et les revenus du comté de Guise, au choix d'Isabelle.
Pour Charles IV du Maine, ce mariage est surtout l'occasion de récupérer le comté de Guise que son frère René d'Anjou a dû abandonner à Jean II de Luxembourg-Ligny, oncle d'Isabelle. Le contrat de mariage prévoit que le frère d'Isabelle, Louis de Luxembourg-Saint-Pol, remette à Charles du Maine le comté de Guise, Ligny et Le Nouvion, ce qu'il fait dans l'année même,.
Isabelle de Luxembourg fait établir son testament en 1472 et meurt la même année.

### Descendance
Isabelle de Luxembourg-Saint-Pol et Charles IV du Maine ont deux enfants :
- Charles V d'Anjou (1446-1481), comte du Maine, de Guise, duc d'Anjou et comte de Provence et de Forcalquier[8] ;
- Louise d'Anjou (morte à Carlat en 1470) épouse Jacques d'Armagnac, comte de Castres, duc de Nemours, pair de France[8].